# Remagen
Remagen (pronunciación en alemán: /ˈʁeːmaːɡn̩/ⓘ) es una ciudad de Alemania, del distrito de Ahrweiler, dentro del estado federado de Renania-Palatinado. La ciudad, que se encuentra en la orilla occidental del río Rin, es célebre históricamente por sus puentes. En sus inmediaciones, ya en el Imperio romano se construyó el primer puente sobre este río.

## Historia
Población del Ducado de Berg desde 1560, fue ocupada e incendiada por tropas suecas en 1633, por Hesse-Kassel en 1642 y en 1645 retomada por las tropas católicas del Electorado de Colonia, durante la guerra de los Treinta Años.
Durante la Segunda Guerra Mundial se llevó a cabo la operación Lumberjack con el objetivo de asegurar el puente Ludendorff, lo que permitiría el avance definitivo de las tropas aliadas hacia el este de Alemania. La acción también fue recreada en el cine, en la película de 1969 El puente de Remagen.